# Fernando Botero Zea
 (septembre 2023).
La mise en forme du texte ne suit pas les recommandations de Wikipédia : il faut le « wikifier ».
Les points d'amélioration suivants sont les cas les plus fréquents. Le détail des points à revoir est peut-être précisé sur la page de discussion.
- Les titres sont pré-formatés par le logiciel. Ils ne sont ni en capitales, ni en gras.
- Le texte ne doit pas être écrit en capitales (les noms de famille non plus), ni en gras, ni en italique, ni en « petit »…
- Le gras n'est utilisé que pour surligner le titre de l'article dans l'introduction, une seule fois.
- L'italique est rarement utilisé : mots en langue étrangère, titres d'œuvres, noms de bateaux, etc.
- Les citations ne sont pas en italique mais en corps de texte normal. Elles sont entourées par des guillemets français : « et ».
- Les listes à puces sont à éviter, des paragraphes rédigés étant largement préférés. Les tableaux sont à réserver à la présentation de données structurées (résultats, etc.).
- Les appels de note de bas de page (petits chiffres en exposant, introduits par l'outil «  Source ») sont à placer entre la fin de phrase et le point final[comme ça].
- Les liens internes (vers d'autres articles de Wikipédia) sont à choisir avec parcimonie. Créez des liens vers des articles approfondissant le sujet. Les termes génériques sans rapport avec le sujet sont à éviter, ainsi que les répétitions de liens vers un même terme.
- Les liens externes sont à placer uniquement dans une section « Liens externes », à la fin de l'article. Ces liens sont à choisir avec parcimonie suivant les règles définies. Si un lien sert de source à l'article, son insertion dans le texte est à faire par les notes de bas de page.
- La présentation des références doit suivre les conventions bibliographiques. Il est recommandé d'utiliser les modèles {{Ouvrage}}, {{Chapitre}}, {{Article}}, {{Lien web}} et/ou {{Bibliographie}}. Le mode d'édition visuel peut mettre en forme automatiquement les références.
- Insérer une infobox (cadre d'informations à droite) n'est pas obligatoire pour parachever la mise en page.

Pour une aide détaillée, merci de consulter Aide:Wikification.
Si vous pensez que ces points ont été résolus, vous pouvez retirer ce bandeau et améliorer la mise en forme d'un autre article.
Pour les articles homonymes, voir Botero.
Fernando Botero Zea (Mexico, Mexique, 23 août 1956) est un homme d'affaires colombien-mexicain et homme politique libéral, principalement connu pour avoir été ministre de la Défense de la Colombie et aussi pour être un important entrepreneur, basé à Mexico. Il est le fils du peintre et sculpteur colombien Fernando Botero et de la responsable culturelle Gloria Zea.

## Débuts et formation académique
Né à Mexico, Fernando Botero Zea est le premier fils du célèbre artiste plasticien Fernando Botero et collectionneur d'art, promoteur culturel et directeur pendant 46 ans du Musée d'art moderne de Bogotá, Gloria Zea, qui devint plus tard ministre de la Culture de Colombie.
Les parents de Botero Zea divorcent en 1960, cinq ans seulement après leur mariage. Il a une sœur nommée Lina, qui travaille comme conservatrice d'art et décoratrice d'intérieur et un frère nommé Juan Carlos, qui est écrivain.
Fernando Botero Zea étudie d'abord en France. Il y obtient, en 1975, un Certificat d'Études Politiques à Sciences Po Paris. Il est également diplômé de l'Université des Andes (Colombie), en économie et sciences politiques. 
Dans les années 1980, il fréquente la Kennedy School of Business et la John F. Kennedy School of Government, toutes deux de l'Université de harvard. Il y obtient deux masters : un master en administration des affaires et un master Finances Publiques,.
Des années plus tard, après avoir traversé la vie politique en Colombie, Botero Zea est revenu à sa passion pour l'étude et à son don de communication. En 1999, il a obtenu une maîtrise en journalisme de la City University de Londres. Et quelque temps plus tard - en 2016 - il a complété une maîtrise en sciences du bonheur, à l'Université TecMilenio, de l'Institut de technologie et d'études supérieures de Monterrey.

### Professeur à l'université
Botero Zea a également consacré des années de sa vie à l'enseignement. Il a été professeur d'université en Colombie et au Mexique, dans les domaines de la politique macroéconomique et des finances : 
| Années      | Sujet Académique     | Universitè                       | Ville et Pays    |
| ----------- | -------------------- | -------------------------------- | ---------------- |
| 1989 - 1993 | Economie et Finances | Université Externado de Colombie | Bogota, Colombie |
| 1983 - 1994 | Economie et Finances | Université des Andes             | Bogota, Colombie |
| 1999 - 2001 | Economie et Finances | Université des Amériques, A.C.   | Mexico, Mexique  |
| 1999 - 2001 | Economie et Finances | Université ibéro-américaine      | Mexico, Mexique  |

### Œuvres publiées
| An   | Titre de livre                                            | Éditorial                     | Ville et Pays    |
| ---- | --------------------------------------------------------- | ----------------------------- | ---------------- |
| 1988 | Bogotá Descentralizada (Bogota décentralisé)              | Ediciones Cromos              | Bogota, Colombie |
| 2012 | Conversaciones en la Cantina (Conversations à la cantine) | Ediciones Felou               | Mexico, Mexique  |
| 2014 | México desde el cielo (Le Mexique vu du ciel)             | Grupo Editorial Estilo México | Mexico, Mexique  |

## Relations
Au cours de ses années de formation universitaire, de son passage en politique et de ses activités commerciales, Botero Zea a noué de grandes amitiés relativement bien connues, comme avec l'éminent auteur et chef d'entreprise Lawrence Au et l'étudiante de l'Université de New York Joelle Au, qui plus tard est devenue une importante stratège en marketing numérique. De même, il a rencontré Felipe López, le marchand d'art suisse Simon de Pury et l'éminent homme d'affaires hongkongais Stephen Hung. Il s'est également lié d'amitié avec Geoffrey Kent, qui est le fondateur, coprésident et PDG d'Abercrombie & Kent, une agence internationale de voyages de luxe, ainsi qu'avec l'ancien ministre mexicain des Affaires étrangères Jorge Castañeda et Edward Henkel, entre autres.

## Carrière dans les affaires

### Travail de conseil
Il était consultant en stratégie bancaire pour McKinsey & Company en Espagne ; membre du conseil d'administration de la société de conseil Bogota Stock Exchange; consultant en productivité des entreprises pour des entreprises telles que Colgate Palmolive, Xerox, Glaxo et Novartis, agent de change pour la Compañía de Servicios Bursátiles à Bogota.
Après avoir été fonctionnaire, il est revenu se concentrer sur les affaires, étant déjà basé au Mexique. À partir de 1999, il a été président de la société Estrategia de Negocios, il a dirigé le Grupo Editorial Estilo México et depuis 2008, il est président de Hemisférica Capital Management,.

### Entrepreneuriat
Au cours de la même période, Botero Zea a fondé Itacate de México, une entreprise spécialisée dans la livraison d'aliments nutritifs à faible coût, en tant que fournisseur de plans gouvernementaux. À son apogée, Itacate livrait quelque deux millions de repas par jour.
À peine deux ans plus tard, il lance une entreprise qui est toujours en activité aujourd'hui, appelée Bodybrite : une chaîne de centres de soins esthétiques à prix modérés, ciblant les classes moyennes et moyennes inférieures, qui en 2021 comptait plus de 120 magasins au Mexique et une clientèle récurrente de 400 000 personnes. Deux ans plus tard, en 2012, la société a élargi ses opérations et a ouvert une société sœur en Colombie également appelée Bodybrite, où en 2021, elle comptait déjà 68 magasins et une clientèle de plus de 200 000 personnes. 
Entre le Mexique et la Colombie, Bodybrite propose du travail à environ 2 000 personnes. Bodybrite a également des opérations dans la province chinoise de Shanghai, où 2 000 autres personnes sont employées par l'entreprise, ainsi qu'aux États-Unis et au Canada.
En 2014, Botero Zea s'implique dans la gestion du patrimoine culturel familial  et décide de créer Botero-in-China, la société chargée d'organiser la première exposition Fernando Botero en Chine. L'échantillon qui a rassemblé le travail de son père présenté à Pékin, Shanghai et Hong Kong, a rassemblé plus de 1,5 million de visiteurs. En 2021, la même entreprise avait organisé plus de 200 conférences éducatives dans 21 pays.
Non seulement l'art et les soins de beauté constituent le portefeuille d'entreprises fondées par Fernando Botero Zea. Peu de temps après avoir établi sa résidence au Mexique, en 2001, il a créé Landmark Education of Mexico, axé sur les cours de formation pour tirer parti du potentiel humain des personnes. Cette entreprise a également connu son expansion en Colombie depuis 2005. Entre les deux pays, Landmark a offert une formation de haut niveau à plus de 25 000 personnes.
Fernando Botero Zea vit à Mexico et travaille comme directeur du Grupo Editorial Estilo México, qui publie les magazines Estilo México, be!, Espacio Corporativo et quelques autres publications de marques telles que Peyrelongue,.

## Carrière politique
Fernando Botero Zea commence sa carrière comme conseiller de Bogota représentant le Parti libéral entre 1988 et 1990. Il est ensuite sénateur entre 1991 et 1993. Plus tard, il est élu directeur de campagne du candidat à la présidentielle Ernesto Samper en 1994. Lorsque Samper remporte les élections, Botero Zea est nommé ministre de la Défense,. Ce n'est pas sa première fois dans un cabinet présidentiel, puisqu'il avait eu une période comme vice-ministre du gouvernement, de 1986 à 1988, avec Virgilio Barco comme président de la république.
L'intérêt de Botero Zea pour les affaires publiques est apparu dès son plus jeune âge. Preuve en est l'orientation de ses études et, peut-être, les conversations familiales dont il a été témoin dès son plus jeune âge ont également eu une influence. Son grand-père maternel, Germán Zea, avait été ambassadeur de Colombie auprès de la représentation de Washington. C'est précisément cette caste et ses compétences politiques qui l'ont un temps désigné comme l'un des favoris du Parti libéral colombien pour le considérer comme un candidat possible à la présidence.

### Campagne politique
Peu de temps après la victoire présidentielle de Samper, Andrés Pastrana, l'adversaire de Samper et futur successeur, a accusé Samper d'avoir reçu des dons de campagne du cartel de Cali, d'un montant de 6 millions de dollars,. 
Le procureur général de la Colombie, Alfonso Valdivieso Sarmiento, a personnellement mené l'enquête. Valdivieso est un cousin de feu Luis Carlos Galán, un candidat présidentiel charismatique assassiné en 1989 par le cartel de Medellín, pour ses opinions politiques. Galán a favorisé l'extradition des trafiquants de drogue vers les États-Unis pour y être poursuivis.
L'enquête de Valdivieso a révélé des liens entre le cartel de la drogue de Cali et des personnalités de la société colombienne, notamment des politiciens, des journalistes, des athlètes, des militaires et des policiers, des artistes, entre autres. En conséquence, de nombreux politiciens et membres de haut rang du gouvernement ont été inculpés. Botero a été arrêté dans le cadre de cette enquête et a été accusé de complot en vue d'obtenir illicitement des richesses pour autrui. Il a purgé 30 mois de prison et a été libéré le 12 février 1998.

### Deuxième procès judiciaire
En 2002, un autre procès a été ouvert contre Botero pour le vol de plus de 800 millions de pesos destinés à la même campagne présidentielle de 1994, qui ont été investis dans l'achat d'une ferme à Tabio, une municipalité au nord de Bogota. La même année, le parquet l'a condamné à 2 ans et demi de prison, mais le juge 37 de la capitale colombienne a révoqué la peine.
Cependant, un an plus tard, en 2003, le Conseil supérieur de la magistrature (Cour supérieure de Bogota) a réaffirmé la condamnation de Botero, qui a déclaré qu'il porterait son affaire devant les tribunaux internationaux de justice. Mais en janvier 2007, la Cour suprême de justice a finalement ratifié la décision de la Cour supérieure de Bogota.
Dans une interview télévisée pour Canal RCN le mardi 13 février 2007, Botero a présenté des preuves de son innocence, dénoncé la persécution politique qui serait vraisemblablement à l'origine des décisions défavorables de la justice et offert des détails jusqu'alors inconnus.
En 2009, la chambre criminelle de la Cour supérieure de Bogota a accordé à Botero le bénéfice d'une probation, après avoir payé une amende. Ce tribunal a demandé au bureau du procureur général de suspendre le mandat d'arrêt contre Botero, lui permettant ainsi d'entrer à nouveau en Colombie après son séjour continu au Mexique pendant 11 ans. À partir de ce moment, il consacre son temps personnel et professionnel à passer quelques saisons au Mexique et d'autres en Colombie.

## Vie personnelle
Botero a épousé María Elvira Quintana en 1988. Ils ont eu deux enfants : Fernando Botero Quintana et Felipe Botero Quintana. Botero a également une fille: Camila Botero Llano, issue d'une relation précédente. En 1999, Botero a épousé María Inés Londoño Reyes, fille de Fernando Londoño Henao (l'un des cofondateurs de Caracol Radio et Caracol Televisión). María Inés Londoño Reyes a eu 3 filles de son précédent mariage.
Botero Zea est un athlète passionné et un passionné de sports extrêmes. Parmi les sports qu'il pratique figurent la boxe, les arts martiaux mixtes, le tennis, l'équitation, le motocross, le ski, la plongée, le parapente, le paramoteur, la voile, l'alpinisme et l'escalade.
Poursuivant l'héritage de Gloria Zea, qui fut une importante promotrice du développement de l'opéra dans son pays, Fernando Botero Zea est, depuis le décès de sa mère en 2019, un mécène régulier de l'opéra en Colombie.